# متحف القبائل الخمسة المتحضرة

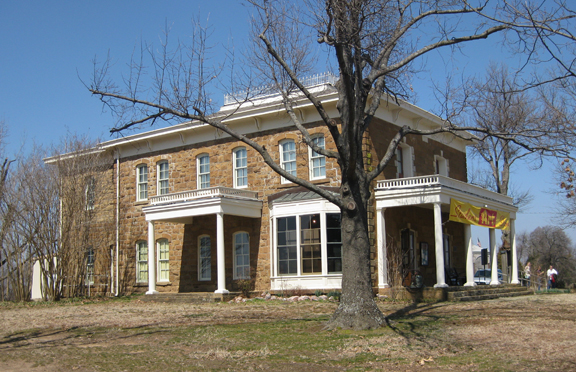
واجهة متحف القبائل الخمسة المتحضرة.

متحف القبائل الخمسة المتحضرة هو متحف ملتزم بمحافضة فن وتاريخ وثقافة خمسة قبائل أمريكية: الشيروكي، الشيكاسو، الشوكتاو، المسكوجي، والسمينول. المتحف موجود بمبني الوكالة للاتحاد الهندي التاريخي في مسكوغي، أوكلاهوما بالولايات المتحدة.

## افتتاح
بدأت المحادثات بين نادي هنود الدا-كو-طه ووكالة النقابة الهندية لاستخدام مبني وكالة النقابة القديم لمتحف القبائل الخمسة المتحضرة بعام 1951. بعد ثلاث سنين دوايت أيزنهاور وقع الفاتورة لترجيع المبني للبلدية حتى يمكن للهنود ان يضمون المتحف فيها. وبالتالي، المتحف تأسس بسنة 1955 تحت قوانين أوكلاهوما وبعد ذلك بعامين، أصبح ماري وادلي أول رئيس للمتحف.
‌